# Vernicha James
Pour les articles homonymes, voir James.
Vernicha James (née le 6 juin 1984 à Londres) est une athlète britannique, spécialiste du sprint. 

## Biographie
Aux Championnats du monde juniors 2002, Vernicha James remporte trois médailles : l'or sur 200 mètres, l'argent sur 4 x 400 mètres et le bronze sur 4 x 100 mètres.

### Palmarès
| Date | Compétition                   | Lieu              | Résultat | Épreuve   | Performance   |
| ---- | ----------------------------- | ----------------- | -------- | --------- | ------------- |
| 2000 | Championnats du monde juniors | Santiago du Chili | 5e       | 200 m     | 23 s 96       |
| 2001 | Championnats d'Europe juniors | Grosseto          | 1re      | 200 m     | 22 s 93       |
| 2001 | Championnats d'Europe juniors | Grosseto          | 3e       | 4 x 100 m | 44 s 66       |
| 2001 | Championnats d'Europe juniors | Grosseto          | 1re      | 4 x 400 m | 3 min 34 s 63 |
| 2001 | Championnats du monde         | Edmonton          | 5e       | 4 x 100 m | 42 s 60       |
| 2002 | Championnats du monde juniors | Kingston          | 1re      | 200 m     | 22 s 93       |
| 2002 | Championnats du monde juniors | Kingston          | 3e       | 4 x 100 m | 44 s 22       |
| 2002 | Championnats du monde juniors | Kingston          | 2e       | 4 x 400 m | 3 min 30 s 46 |
| 2002 | Jeux du Commonwealth          | Manchester        | 3e       | 4 x 100 m | 42 s 84       |

### Records
| Épreuve    | Performance | Lieu              | Date                            |
| ---------- | ----------- | ----------------- | ------------------------------- |
| 100 mètres | 11 s 40     | Bratislava        | 11 juin 2002                    |
| 200 mètres | 22 s 93     | Grosseto Kingston | 21 juillet 2001 19 juillet 2002 |